# Руководители ЦК Компартии Казахстана (1920—1991)
Первоначально территория будущей Казахской ССР рассматривалась советскими властями как Киргизский край. 26 августа 1920 года была образована Киргизская (с 1925 Казакская) АССР в составе РСФСР, а 5 декабря 1936 года эта АССР была преобразована в Казахскую союзную республику.

## Секретари Киргизского областного бюро ЦК РКП(б)
10 1919 года В. И. Ленин (председатель Совета Народных Комиссаров РСФСР — советского правительства), управделами Совнаркома В. Бонч-Бруевич и секретарь Л. Фотиева подписали декрет СНК «О революционном Комитете по управлению Киргизским краем». Ревком учреждался как высшее военно-гражданское управление краем. В ведении ревкома находились «киргизские» территории Астраханской губернии и области: Уральская, Тургайская, Акмолинская, Семипалатинская. Председателем ревкома был С. Пестковский. Ревком проводил работу по объединению «киргизских» земель, организации Советов, привлечению национальной интеллигенции к советскому строительству.
| № | Секретарь                            | Фотография | Срок           | Срок          | Партийность                                      |  |
| - | ------------------------------------ | ---------- | -------------- | ------------- | ------------------------------------------------ |  |
| 1 | Пестковский, Станислав Станиславович |            | 30 апреля 1920 | сентябрь 1920 | Российская коммунистическая партия (большевиков) |  |
| 2 | Акулов, Иван Алексеевич              |            | сентябрь 1920  | январь 1921   | Российская коммунистическая партия (большевиков) |  |
| 3 | Мурзагалиев, Мухамедхафий            |            | 27 января 1921 | июнь 1921     | Российская коммунистическая партия (большевиков) |  |

## Ответственные секретари Киргизского (Казахского) обкома РКП(б)
| № | Секретарь                      | Фотография | Срок          | Срок            | Партийность                                      |  |
| - | ------------------------------ | ---------- | ------------- | --------------- | ------------------------------------------------ |  |
| 1 | Мурзагалиев, Мухамедхафий      |            | июнь 1921     | июль 1921       | Российская коммунистическая партия (большевиков) |  |
| 2 | Костеловская, Мария Михайловна |            | июль 1921     | август 1921     | Российская коммунистическая партия (большевиков) |  |
| 3 | Коростелёв, Георгий Алексеевич |            | сентябрь 1921 | 4 октября 1924  | Российская коммунистическая партия (большевиков) |  |
| 4 | Нанейшвили, Виктор Иванович    |            | октябрь 1924  | 19 февраля 1925 | Российская коммунистическая партия (большевиков) |  |

## Секретари Казахстанского крайкома ВКП(б)
| № | Секретарь                   | Фотография | Срок            | Срок        | Партийность                                      |  |
| - | --------------------------- | ---------- | --------------- | ----------- | ------------------------------------------------ |  |
| 1 | Нанейшвили, Виктор Иванович |            | 19 февраля 1925 | июнь 1925   | Всесоюзная коммунистическая партия (большевиков) |  |
| 2 | Голощёкин, Филипп Исаевич   |            | июль 1925       | январь 1933 | Всесоюзная коммунистическая партия (большевиков) |  |
| 3 | Мирзоян, Левон Исаевич      |            | январь 1933     | апрель 1937 | Всесоюзная коммунистическая партия (большевиков) |  |

## Первые секретари ЦК Компартии Казахстана
| №  | Первый секретарь                                                              | Фотография | Срок            | Срок            | Партийность                                                                               |  |
| -- | ----------------------------------------------------------------------------- | ---------- | --------------- | --------------- | ----------------------------------------------------------------------------------------- |  |
| 1  | Мирзоян, Левон Исаевич                                                        |            | 9 июня 1937     | 15 мая 1938     | Всесоюзная коммунистическая партия (большевиков)                                          |  |
| 2  | Скворцов, Николай Александрович                                               |            | 15 мая 1938     | июль 1945       | Всесоюзная коммунистическая партия (большевиков)                                          |  |
| 3  | Борков, Геннадий Андреевич                                                    |            | 13 июля 1945    | 22 июня 1946    | Всесоюзная коммунистическая партия (большевиков)                                          |  |
| 4  | Шаяхметов, Жумабай Шаяхметович                                                |            | 22 июня 1946    | 6 февраля 1954  | Всесоюзная коммунистическая партия (большевиков) Коммунистическая партия Советского Союза |  |
| 5  | Пономаренко, Пантелеймон Кондратьевич                                         |            | 6 февраля 1954  | август 1955     | Коммунистическая партия Советского Союза                                                  |  |
| 6  | Брежнев, Леонид Ильич                                                         |            | 6 августа 1955  | 6 марта 1956    | Коммунистическая партия Советского Союза                                                  |  |
| 7  | Яковлев, Иван Дмитриевич                                                      |            | 6 марта 1956    | 26 декабря 1957 | Коммунистическая партия Советского Союза                                                  |  |
| 8  | Беляев, Николай Ильич                                                         |            | 26 декабря 1957 | 19 января 1960  | Коммунистическая партия Советского Союза                                                  |  |
| 9  | Кунаев, Динмухамед Ахмедович                                                  |            | 19 января 1960  | 26 декабря 1962 | Коммунистическая партия Советского Союза                                                  |  |
| 10 | Юсупов, Исмаил Абдурасулович                                                  |            | 26 декабря 1962 | 7 декабря 1964  | Коммунистическая партия Советского Союза                                                  |  |
| 11 | Кунаев, Динмухамед Ахмедович                                                  |            | 7 декабря 1964  | 16 декабря 1986 | Коммунистическая партия Советского Союза                                                  |  |
| 12 | Колбин, Геннадий Васильевич                                                   |            | 16 декабря 1986 | 22 июня 1989    | Коммунистическая партия Советского Союза                                                  |  |
| 13 | Назарбаев, Нурсултан Абишевич                                                 |            | 22 июня 1989    | 28 августа 1991 | Коммунистическая партия Советского Союза                                                  |  |
| -  | Ануфриев, Владислав Григорьевич (и. о. как второй секретарь ЦК КП Казахстана) |            | 28 августа 1991 | 7 сентября 1991 | Коммунистическая партия Советского Союза                                                  |  |